# Microstachys dalzielii
Microstachys dalzielii är en törelväxtart som först beskrevs av John Hutchinson, och fick sitt nu gällande namn av Hans-Joachim Esser. Microstachys dalzielii ingår i släktet Microstachys och familjen törelväxter. Inga underarter finns listade i Catalogue of Life.